# Bahnhof Warnemünde
Der Bahnhof Warnemünde ist ein Bahnhof im Ostseebad Warnemünde, einem Ortsteil der Hansestadt Rostock. Er ist Endpunkt sämtlicher drei Linien der S-Bahn Rostock. Neben dem Rostocker Hauptbahnhof ist er der zweite Fernverkehrsbahnhof Rostocks mit Verbindungen nach Dresden, Leipzig oder Wien. Bis 1995 war er Ausgangspunkt der Fähren nach Gedser in Dänemark. Das Empfangsgebäude und einige weitere Anlagen des Bahnhofs stehen unter Denkmalschutz.

## Lage
Der Personenbahnhof liegt unweit des Ortskerns von Warnemünde auf einer Insel zwischen zwei Mündungsarmen der Warnow, dem Alten und dem Neuen Strom, wenige Meter von der Ostsee entfernt. Die Bahnhofsbrücke, eine breite Fußgänger-Drehbrücke, verbindet ihn mit dem westlich gelegenen Ortskern. Östlich des Bahnhofs befindet sich am Neuen Strom das Warnemünde Cruise Terminal mit Liegeplätzen für Kreuzfahrtschiffe sowie die Abfahrtsstelle der Fähre zum anderen Ufer des Neuen Stroms und Seekanals nach Hohe Düne.
Der Bahnhof liegt am Ende der Bahnstrecke Neustrelitz–Warnemünde am Streckenkilometer 126,5, gezählt von Neustrelitz Hbf. Südlich des Personenbahnhofs lagen die Anlagen des Güterbahnhofs; in diesem Bereich befindet sich auch der Haltepunkt Warnemünde Werft.

## Geschichte

### Der erste Bahnhof (bis 1903)
1886 eröffnete der Deutsch-Nordische-Lloyd die Lloydbahn nach Warnemünde. Hauptanliegen war die Verbindung von Berlin mit Dänemark. Die Linie mit den beiden Häfen in Warnemünde und Gedser wurde im Zusammenhang mit der Entstehung der Bahn am 26. Juni 1886 in Betrieb genommen und ersetzte die Postdampferverbindung von Rostock nach Nykøbing Falster. Die Reisezeit von Berlin nach Kopenhagen reduzierte sich damit auf 12 Stunden. Der Bahnhof Warnemünde war ein Kopfbahnhof mit einem Empfangsgebäude am Gleisende. Unmittelbar angrenzend und durch einen überdachten Gang zu erreichen lag die Abfahrtsstelle der Dampfer nach Gedser in einem 450 Meter langen Bassin.
Anfang des 20. Jahrhunderts wurden die Wasserwege in Warnemünde umgebaut. Der Neue Strom entstand als Verbindung für breitere Schiffe, der Alte Strom verlor die Bedeutung als Zufahrt zum Rostocker Hafen. Die Mecklenburgische Friedrich-Franz-Eisenbahn, die 1894 die Bahn und die Postdampferlinie übernommen hatte, und die Dänischen Staatsbahnen planten, die Dampferverbindung in ein Eisenbahntrajekt umzuwandeln. Für eine direkte Trajektierung von Eisenbahnwaggons nach Dänemark wurde östlich des Alten Stroms ein neuer Bahnhof und ein Fährhafen gebaut, wodurch eine direkte Verladung möglich wurde.
Im Jahr 1900 begannen die Bauarbeiten. Die Stadt Rostock übernahm dabei die Aufschüttung des neuen Bahnhofsgeländes, den Umbau der Molen, den Bau des neuen, 1,1 Kilometer langen Seekanals sowie den Bau einer Drehbrücke über den Alten Strom, um den Bahnhof mit dem Ort zu verbinden.
Das Empfangsgebäude des alten Bahnhofes stand der Streckenverlängerung im Weg. Deswegen wurden die Gleise direkt durch den Mittelteil des Gebäudes mit der ehemaligen Empfangshalle geführt, wodurch eine Art „Tunnel“ entstand.

### Weitere Entwicklung

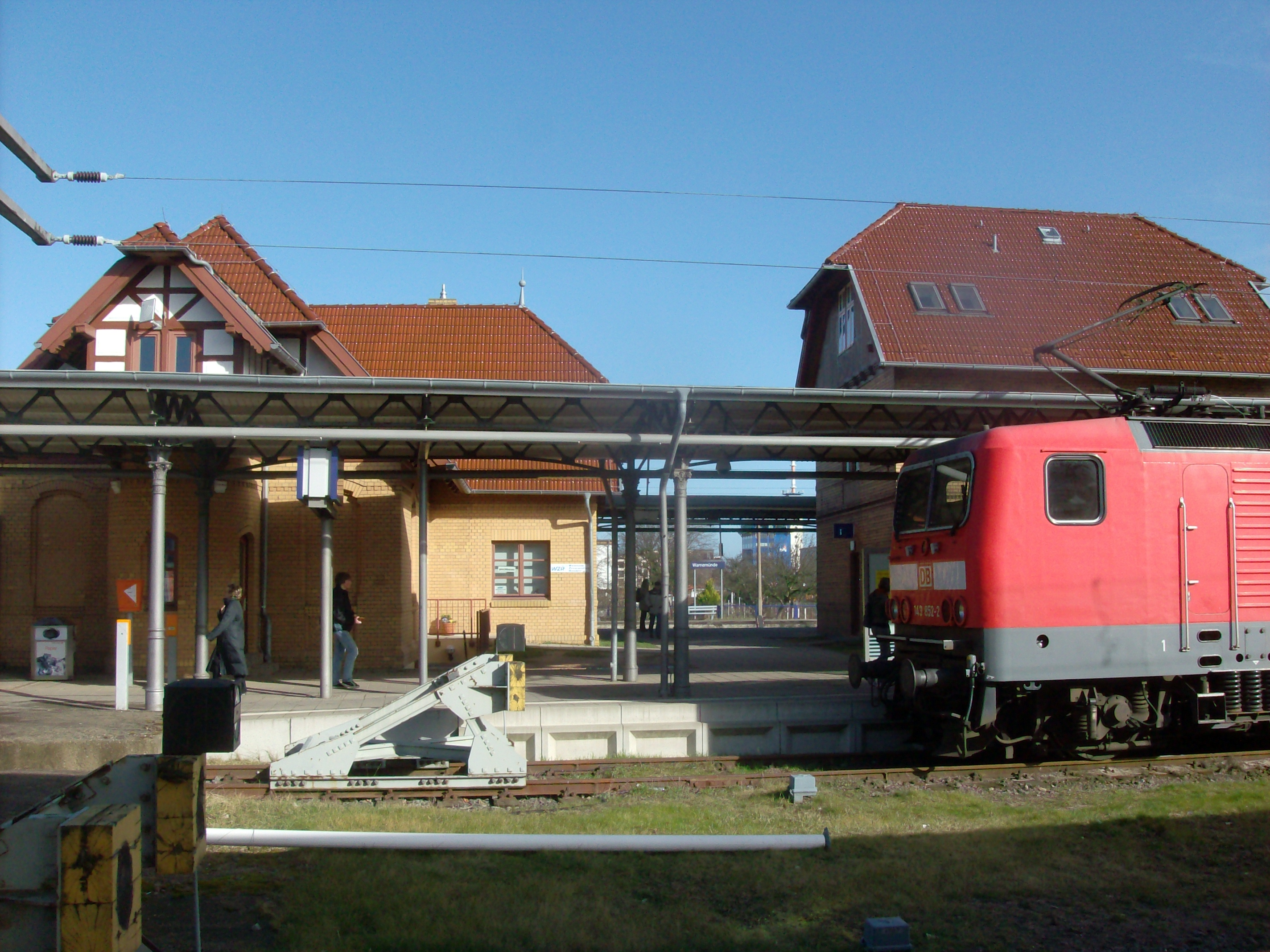
Gleis 3 am Bahnsteig mit Großherzoglichem Wartesaal (März 2008)

Am 30. September 1903 waren die Arbeiten beendet und der neue Bahnhof ging in Betrieb. Die Gleise des alten Bahnhofs dienten seitdem als Güterbahnhof. 1911 wurde die Strecke zum Hauptbahnhof zweigleisig ausgebaut. 1935/36 wurde der Außenbahnsteig 6 im Bahnhof an der Seite zum Neuen Strom errichtet.
Nach dem Zweiten Weltkrieg ging das zweite Gleis als Reparationsleistung an die Sowjetunion. Der Fährverkehr wurde ungeachtet aller politischen Schwierigkeiten auch in Kriegszeiten weitergeführt. Er endete erst am 1. Mai 1945 und wurde am 10. Mai 1947, vor allem auf Betreiben der dänischen Seite, wieder aufgenommen. Die Fähranlagen hatten den Krieg ohne größere Schäden überstanden.
Nach dem Zweiten Weltkrieg wurde die Warnow-Werft gebaut. Für den Arbeitertransport entstand 1949 am Areal des angrenzenden Güterbahnhofs ein Haltepunkt. Bis 1959 diente er nur dem Berufsverkehr, seitdem ist er öffentlicher Halt.
1962 wurden die Fährbetten umgebaut. Der internationale Verkehr nach Dänemark bestand von 1960 bis 1989 aus zwei direkten Zugpaaren, dem tagsüber verkehrenden Neptun und dem Nachtzug Ostsee-Expreß. Von und zur Nachmittagsfähre nach Gedser verkehrte zusätzlich als Anschluss ein Schnellzug nach Berlin.
Seit 1974 wird die Personenzug-Verbindung zum Rostocker Hauptbahnhof als S-Bahn bezeichnet. Nachdem der Abschnitt von Rostock Hauptbahnhof bis Bramow bereits vorher wieder zweigleisig ausgebaut wurde, wurde auch der Rest der Strecke zweigleisig. Zwischen Marienehe und Warnemünde Werft wurde die Trasse dabei nach Westen in die Nähe der neuen Wohngebiete Evershagen, Lütten Klein und Lichtenhagen verlegt. Im Haltepunkt Warnemünde Werft entstand ein zusätzlicher Inselbahnsteig, für den ein Gleis des Güterbahnhofs abgebaut wurde.
1985 wurde die Strecke Rostock Hbf – Warnemünde elektrifiziert. Dem Vorhaben stand der „Tunnel“ durch das alte Bahnhofsgebäude im Weg. Es wurde bis auf den Westteil abgerissen, dieser blieb stehen und diente als Wohnhaus.
1988 ging im Bahnhof ein neues Zentralstellwerk der Bauform GSIII Sp68 in Betrieb, das den Verkehr bis Bramow steuert und drei alte mechanische Stellwerke ersetzt.
Nach der politischen Wende in der DDR kam es zu einem Aufschwung im internationalen Reiseverkehr. Ein dritter Zug nach Dänemark wurde eingerichtet. Allerdings erwies sich die Kapazität des Straßennetzes zur Anbindung des Fährterminals für den gewachsenen Kfz-Verkehr als unzureichend. Autofähren vom Seehafen Rostock auf der östlichen Warnowseite übernahmen das Gros des Verkehrs. Am 23. September 1995 wurde der Fährverkehr von Warnemünde nach Dänemark und damit der Personenverkehr per Eisenbahn in dieser Relation eingestellt, die Anlagen des Fährbahnhofes lagen seitdem brach. Mehrere Versuche zur Wiederinbetriebnahme blieben erfolglos, 2014/2015 wurden die Umschlaganlagen beseitigt.
1992 wurde der Personenbahnhof mit seinen historischen Bauten saniert. Der Bahnsteig 1/2 erhielt 1999 eine durchgehende Überdachung.
Im Güterbahnhof wurde Ende 2007 der stillgelegte Gleisanschluss zur Werft wieder in Betrieb genommen. Auch das Gebiet um den Haltepunkt Warnemünde Werft und dem ehemaligen Güterbahnhof wurde umgestaltet. Die Fußgängerbrücke wurde durch einen Tunnel für Fußgänger und Radfahrer ersetzt. Südlich des Haltepunktes entstand eine Straßenbrücke, über die der Kfz-Verkehr zum Kreuzfahrtterminal und zur Fähre nach Hohe Düne geleitet wird. Der Bahnübergang zwischen Personen- und Güterbahnhof wurde nach Fertigstellung der Brücke geschlossen. Auf dem Areal des zurückgebauten Güterbahnhofs sollen Wohngebäude entstehen.
Der ursprünglich für 2012 vorgesehene Beginn des Bahnhofsumbaus wurde auf September 2018 verschoben. Dabei wurde die nicht behindertengerechte Personenunterführung zurückgebaut und durch einen ebenerdigen Übergang im nördlichen Bereich des Bahnhofs ersetzt. Außerdem wurden zwei neue Fernverkehrsbahnsteige (Gleis 4 und 5) mit einer Länge von jeweils 370 Metern errichtet. Vom Bahnsteig 5 waren drei direkte Zugänge zum Kai vorgesehen. Das vorhandene Gleisbild-Stellwerk wurde durch ein Digitales Stellwerk ersetzt. Es sollte 2019 in Betrieb gehen und das zweite derartige Stellwerk in Deutschland sein. Nachdem in der ersten Inbetriebnahmestufe das Stellwerk seit September 2019 den südlich an den Bahnhof anschließenden Abschnitt steuert, folgte die zweite Inbetriebnahmestufe (mit dem Bahnhof) im Mai 2020. Zwei alte Stellwerke wurden durch die neue Anlage ersetzt. Das Stellwerk steuert den Abschnitt zwischen Rostock-Bramow und Warnemünde mit insgesamt 21 Weichen und 66 Signalen. Insgesamt wurden rund 65 Millionen Euro investiert.

## Anlagen

### Personenbahnhof

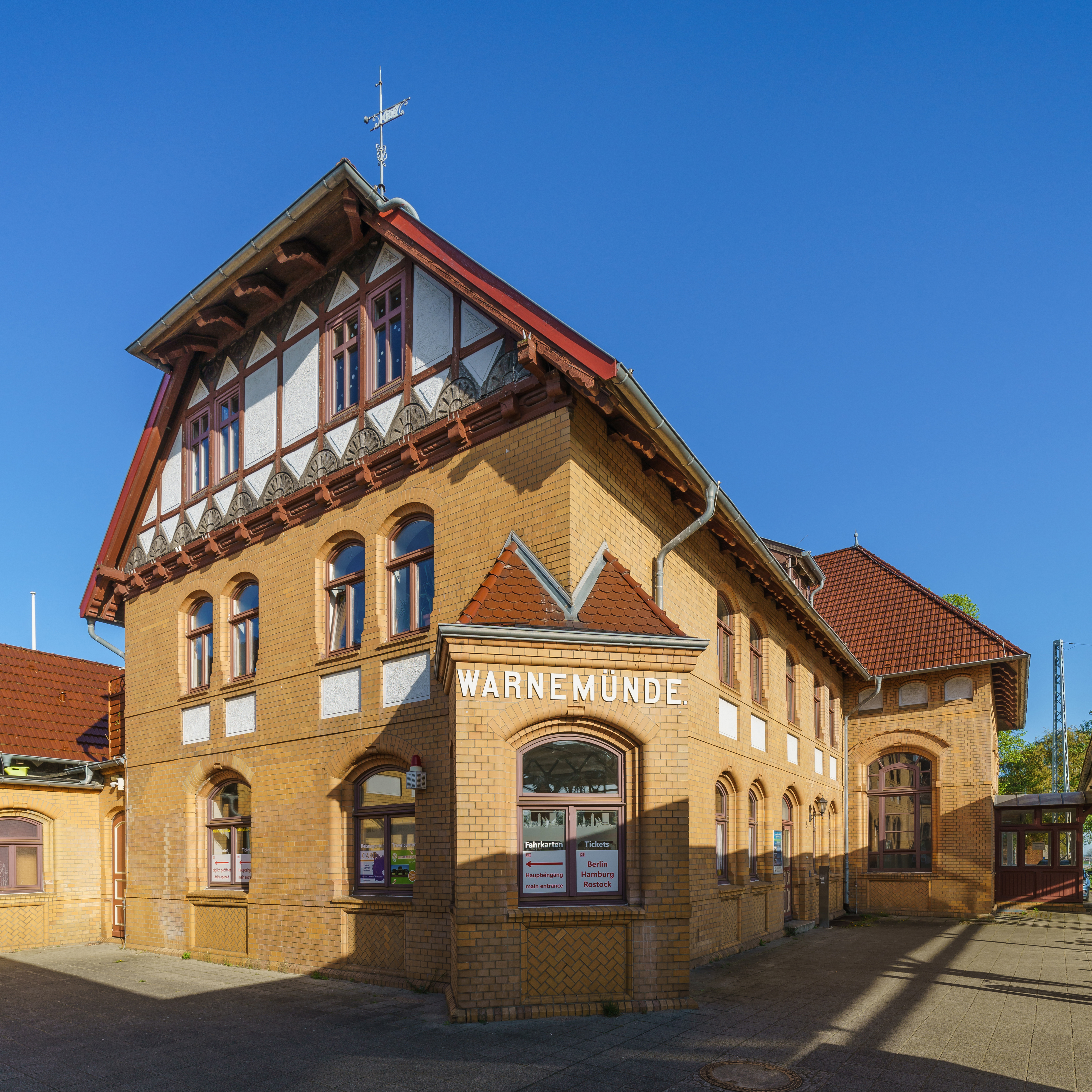
Bahnhofsgebäude, Fassade auf der Bahnsteigseite

Der Bahnhof besteht aus einem modernisierten überdachten Kopfbahnsteig mit den Gleisen 1 und 2, einem breiten, V-förmigen Mittelbahnsteig mit je einer Bahnsteigüberdachung am Kopfgleis 3 und am ehemaligen Durchgangsgleis 4. Daran schloss sich das Gleis 5 mit einem Zwischenbahnsteig sowie der Seitenbahnsteig ohne Überdachung östlich von Gleis 6 an, auf dem die Züge nach/von Berlin für Passagiere der Warnemünde anlaufenden Kreuzfahrtschiffe halten. Der Zugang zu den Gleisen 1 bis 4 erfolgt direkt vom Bahnhofsvorplatz, ein Fußgängertunnel führte bis 2019 zum Bahnsteig 6 und zum Passagierkai am Neuen Strom. Bei den Umbauarbeiten 2019/2020 wurde er durch einen ebenerdigen Übergang ersetzt und die nördlichen Gleisabschnitte entfernt. Die Reste des Zwischenbahnsteiges an Gleis 5 wurden beim Umbau entfernt, das Gleis dient nun zum Umsetzen von Lokomotiven. Das Gleis am Außenbahnsteig erhielt im Zuge der Umbaumaßnahmen die neue Nummer 5.
Südöstlich dieses Gleises lagen bis zur Jahrtausendwende einige Abstellgleise, jetzt ist hier ein gebührenpflichtiger Parkplatz. Östlich des Gleises steht das ehemalige Stellwerk, das zeitweise einem Modellbahnclub als Unterkunft und Raum für eine Modellbahnanlage diente.
Das Empfangsgebäude steht nördlich der Bahnsteige auf dem Bahnhofsvorplatz. Auf dem Mittelbahnsteig zwischen den Gleisen 3 und 4 steht ein Gebäude mit dem ehemaligen großherzoglichen Wartesaal.
Mehrere Teile des Bahnhofs stehen unter Denkmalschutz. Dazu zählen das Empfangsgebäude, der herrschaftliche Wartesaal auf dem Mittelbahnsteig 3/4, dieser Bahnsteig selbst mit seinen Dächern auf gusseisernen Säulen, das ehemalige Postgebäude und das alte Stellwerk an der Ostseite des Bahnhofs. Auch die Drehbrücke über den Alten Strom, die Bahnhof und Ort verbindet, ist denkmalgeschützt.

### Alter Bahnhof, Güterbahnhof, Haltepunkt Warnemünde Werft

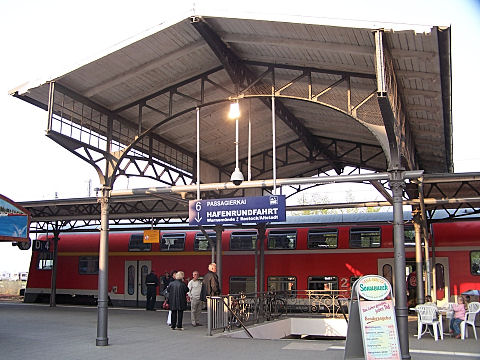
Historische Bahnsteigüberdachung

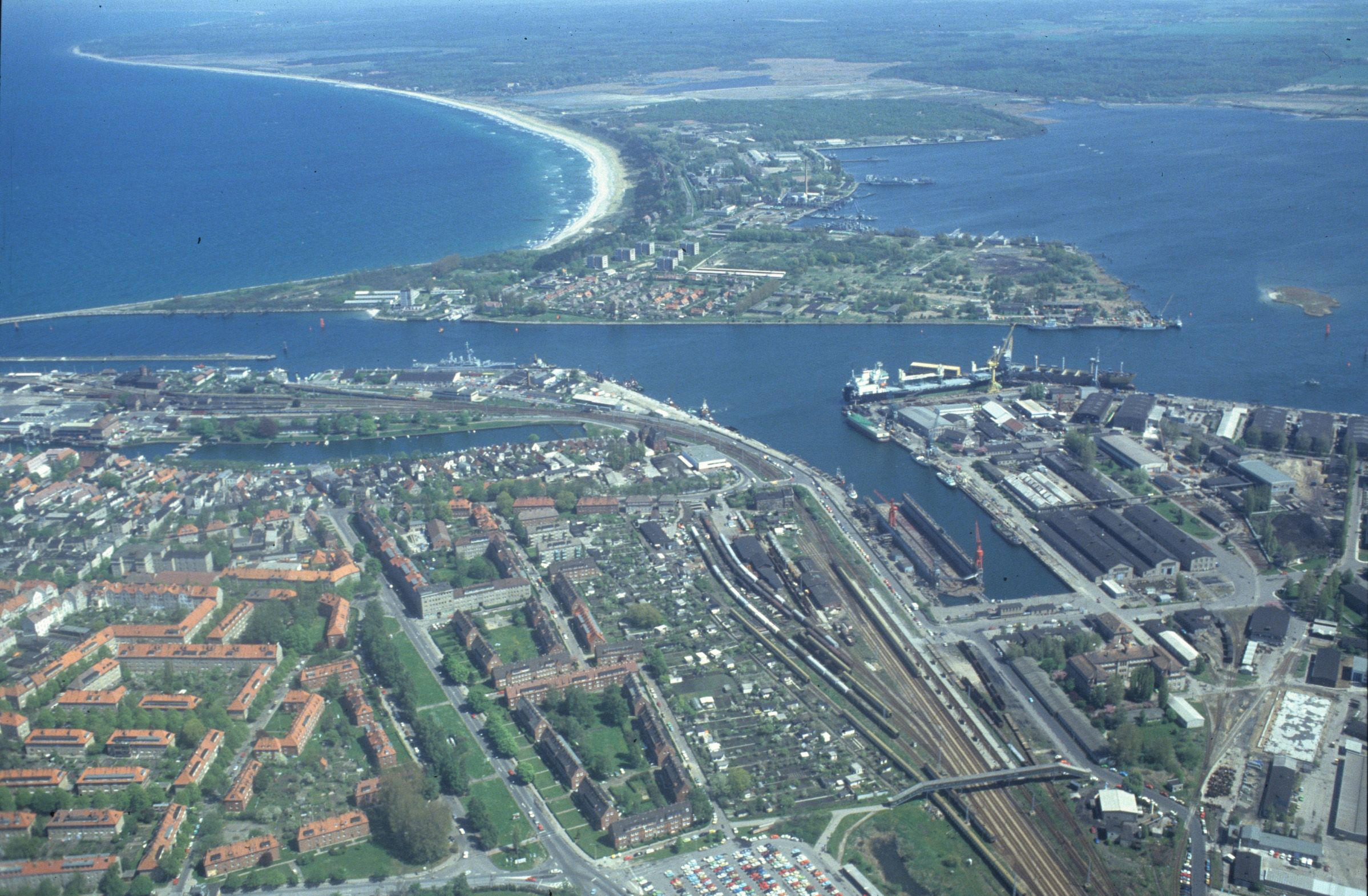
Ehemaliger Güterbahnhof (unten rechts) und Personenbahnhof (Mitte links) im Jahr 1991

Bis 1903 endete die Strecke in einem Kopfbahnhof etwa 650 Meter südlich des heutigen Personenbahnhofs. Das Areal des alten Bahnhofs diente danach als Güterbahnhof. Teile der Gleisanlagen blieben bis 2013 erhalten, wurden jedoch nachfolgend für die Erneuerung der Bahnsteige des Haltepunktes Warnemünde Werft und für Vorbereitungen zur Bebauung des Areals mit Wohngebäuden entfernt.
Im Bereich des ehemaligen Güterbahnhofs liegt der Haltepunkt Warnemünde Werft. Nach Umbau um 2013/2014 gibt es zwei erneuerte Außenbahnsteige und einen Tunnel mit Treppen und Rampen, der den südöstlichen Bahnsteig mit dem nordwestlichen und direkter Umsteigemöglichkeit zu den Bussen (Kombibahnsteig) sowie dem Ort verbindet. Vorher gab es einen Außenbahnsteig auf der südöstlichen Werftseite für Züge in Richtung Warnemünde und einen Inselbahnsteig für Züge in Richtung Rostock Hauptbahnhof, die durch eine Fußgängerbrücke verbunden waren.
Der Haltepunkt Werft war Teil des Bahnhofs Warnemünde. Bei seinem Umbau 1903 blieb das Empfangsgebäude des alten Bahnhofs weitgehend erhalten, die Gleise zum neuen Bahnhof Warnemünde weiter nördlich durchquerten es. Bei den Arbeiten zur Streckenelektrifizierung Anfang der 1980er Jahre wurde das Gebäude weitgehend abgetragen, nur der westliche Teil des Hauses blieb zunächst erhalten. Für die Erschließung des neuen Wohngebietes Am Molenfeuer mit den Straßen Zum Zollamt und Am Wendebecken wurde es im Dezember 2014 vollständig abgerissen.

### Fährbahnhof
Nördlich des Personenbahnhofs lag der Fährbahnhof mit den Rampen-Anlagen zum Auf- und Abziehen der Eisenbahnwagen auf die und von den Fährschiffen nach Gedser in Dänemark. Die Gleisnummerierung schloss sich – beginnend mit 7 – an die des Personenbahnhofs an. Für die Trajekte standen zwei Fährbetten zur Verfügung, die im Jahr 2014/2015 durch eine neue Uferbefestigung überbaut und dadurch beseitigt wurden.

## Heutiger Personenverkehr

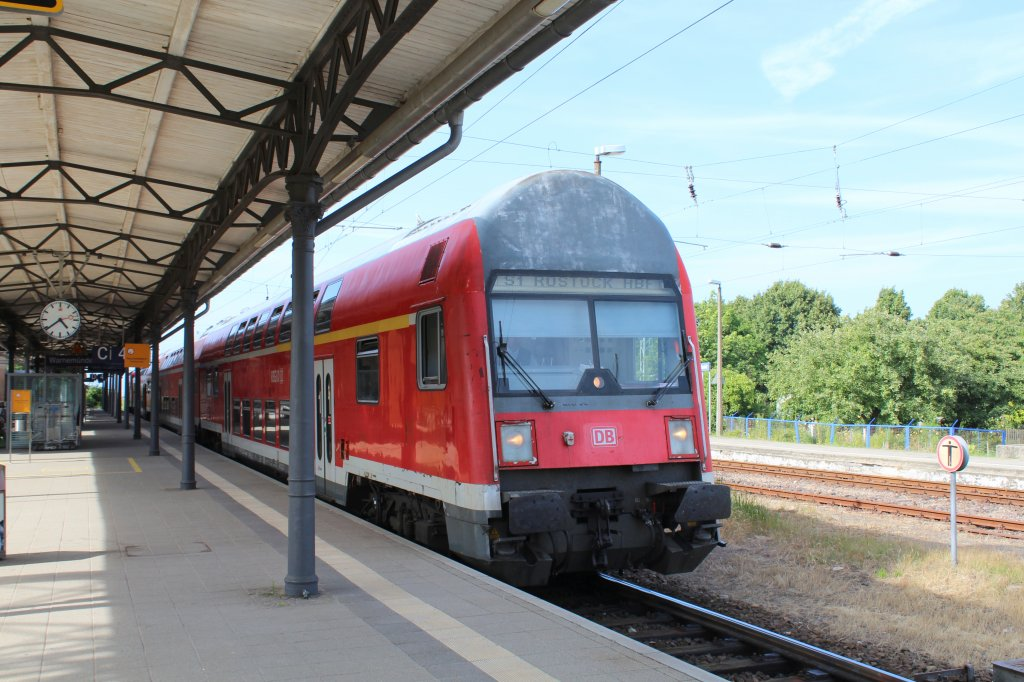
Früher bei der Rostocker S-Bahn eingesetzter Doppelstock-Zug auf Gleis 4 im Bahnhof Warnemünde (vor 2015)

Der Bahnhof ist Endpunkt der jede Viertelstunde (während der Hauptverkehrszeit alle 7½ Minuten) fahrenden S-Bahn zum Rostocker Hauptbahnhof. Im Fernverkehr verkehren in der Saison täglich im Zwei-Stunden-Takt Intercity der Linie 17 nach Dresden oder (als Nachtverbindung) Wien über Berlin sowie ebenso während der Saison ein Intercity der Linie 56 nach Leipzig über Magdeburg und Halle (Saale). Bis Ende 2014 wurde Warnemünde auch vom Interconnex von Leipzig über Berlin angefahren. Der Warnemünde-Express, ein direkter Ausflugszug, verband bis 2019 an den Wochenenden der Sommersaison Berlin mit Warnemünde.
Ein unmittelbarer Übergang zu städtischen Bussen und Bahnen besteht nicht. Die Warnow-Fähre der Weißen Flotte legt südöstlich des Bahnhofs über die Warnow (Neuer Strom) nach Hohe Düne ab.
| Linie                    | Linienverlauf | Takt (min)                                 | EVU              |
| ------------------------ | --- | ------------------------------------------ | ---------------- |
| ICE 15                   | Warnemünde – Rostock – Berlin Gesundbrunnen – Berlin – Berlin Südkreuz | einzelne Züge                              | DB Fernverkehr   |
| IC 17                    | Warnemünde – Rostock Hbf – Waren (Müritz) – Neustrelitz – Berlin – Elsterwerda – Dresden (– Freiberg (Sachs) – Chemnitz Hbf) (ein Zugpaar ab Berlin über Nacht weiter nach Leipzig – Jena – Passau – Wien) | 120 zwei Zugpaare am Tag von/nach Chemnitz | DB Fernverkehr   |
| IC 57                    | Warnemünde – Rostock Hbf – Schwerin – Wittenberge – Magdeburg – Halle (Saale) – Leipzig | ein Zugpaar am Tag                         | DB Fernverkehr   |
| S 1                      | Warnemünde – Rostock-Lütten Klein – Rostock Hbf | 15 gemeinsam mit S2, S3; in der HVZ 7½     | DB Regio Nordost |
| S 2                      | Warnemünde – Rostock-Lütten Klein – Rostock Hbf – Schwaan – Güstrow | 60 120 (Sa+So)                             | DB Regio Nordost |
| S 3                      | Warnemünde – Rostock-Lütten Klein – Rostock Hbf – Laage – Plaaz – Güstrow | 60 120 (Sa+So)                             | DB Regio Nordost |
| Stand: 12. Dezember 2021 | |                                            |                  |